# New York-Rio-Buenos Aires Line
New York-Rio-Buenos Aires Line (NYRBA) foi uma empresa aérea que operou hidroaviões de Nova Iorque para o Rio de Janeiro e Buenos Aires, além de localidades intermediárias da América Central e do Sul na década de 1920. A companhia fundiu-se com sua competidora Pan American World Airways, em 1930.

## Histórico
A NYRBA foi fundada pelo Coronel Ralph A. O'Neill, que foi condecorado como piloto na Primeira Guerra Mundial, sendo também uma figura relevante para o estabelecimento da aviação civil e militar no México. Nomeado como representante exclusivo da Boeing e da Pratt & Whitney para toda a América Latina em 1927, idealizou a possibilidade de uma linha aérea que ligasse o continente durante suas viagens.